# Barbara Krause
Barbara Krause, född 7 juli 1959, är en östtysk för detta simmare som blev trippel olympisk guldmedaljör vid OS 1980. Östtyska ledare har dock i efterhand erkänt att nästan alla deras landslagssimmare varit dopade, inklusive Krause. Senare födde hon två barn med funktionsnedsättningar vilket kan ha berott på hennes användning av dopningsmedel.
Krause vann även två VM-guld mellan 1975 och 1978.

### Fotnoter
1. ↑  ”Barbara Krause Bio, Stats, and Results - Olympics at Sports.reference.com”. sportsreference.com. Sportsreference. Arkiverad från originalet den 8 september 2015. https://web.archive.org/web/20150908004837/http://www.sports-reference.com/olympics/athletes/kr/barbara-krause-1.html. Läst 11 september 2015.
2. ↑  ”SWIMMER ADMITS USING STEROIDS”. desertnews.com. DesertNews. Arkiverad från originalet den 9 juni 2015. https://web.archive.org/web/20150609223834/http://www.deseretnews.com/article/55438/SWIMMER-ADMITS-USING-STEROIDS.html?pg=all. Läst 11 september 2015.
3. ↑  ”Arkiverade kopian”. Arkiverad från originalet den 24 augusti 2015. https://web.archive.org/web/20150824021342/http://www.fina.org/H2O/docs/histofina/swimming_50m.pdf. Läst 21 augusti 2015. HistoFINA - SWIMMING MEDALLISTS AND STATISTICS AT FINA WORLD CHAMPIONSHIPS (50M) (engelska)